# Oliver Eickelberg
Oliver Eickelberg (* 3. Mai 1968 in Dortmund) ist ein deutscher Mediziner und Forscher in der Pneumologie.
Eickelberg ist wissenschaftlicher Direktor des Translationalen Lungenforschungszentrums Comprehensive Pneumology Center (CPC), Direktor des Instituts für Lungenbiologie am Helmholtz-Zentrum München, Lehrstuhlinhaber für Experimentelle Pneumologie am Klinikum der Universität München (KUM), Direktor eines der fünf Standorte des Deutschen Zentrums für Lungenforschung (DZL) in München und ein Kuratoriumsmitglied der Stiftung Atemweg.

## Leben
Eickelberg studierte an den medizinischen Fakultäten der Universitäten Lübeck, Wien und Basel und promovierte in der Medizin (MD) an der Universität Basel.
Zunächst arbeitete Eickelberg bis 1998 als Post-Doktorand an der Abteilung für Medizin in Basel, anschließend ging er für 4 Jahre mit einem Feodor-Lynen-Stipendium der Alexander von Humboldt-Stiftung an die Yale School of Medicine in den USA, wo er in der Abteilung für Pathologie forschte.
2002 ging Eickelberg zurück nach Deutschland, um eine Stelle als Assistenzprofessor an der Justus-Liebig-Universität in Gießen anzutreten. Dort gründete und leitete er bis 2016 das internationale Graduiertenprogramm Molekulare Biologie und Medizin der Lunge (MBML). Seit dem 1. November 2016 leitet Eickelberg die Abteilung "Pulmonary Sciences and Critical Care Medicine" an der Universität Colorado, USA.
Eickelberg ist Associate Editor der Fachzeitschriften American Journal of Respiratory and Critical Care Medicine (AJRCCM), PLoS One, and Scientific Reports. Er schreibt gemeinsam mit Jürgen Behr Beiträge über Lungenerkrankungen in Focus Online.
Eickelberg ist zum Vorsitz der Kongresse European Respiratory Society (ERS) in Europa für 2014 gewählt worden, die im September 2014 in München stattgefunden hat.

## Ehrungen
- 2002: Sofja Kovalevskaya Award der Alexander von Humboldt-Stiftung[10]
- 2013: Gay-Lussac-Humboldt-Preis[11]